# Paolo Savi

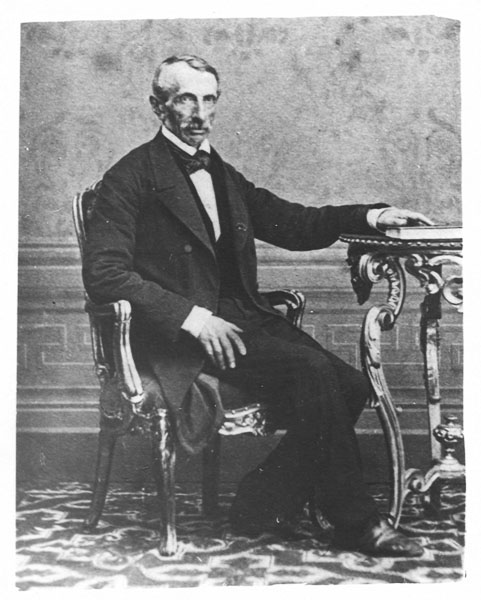
Paolo Savi

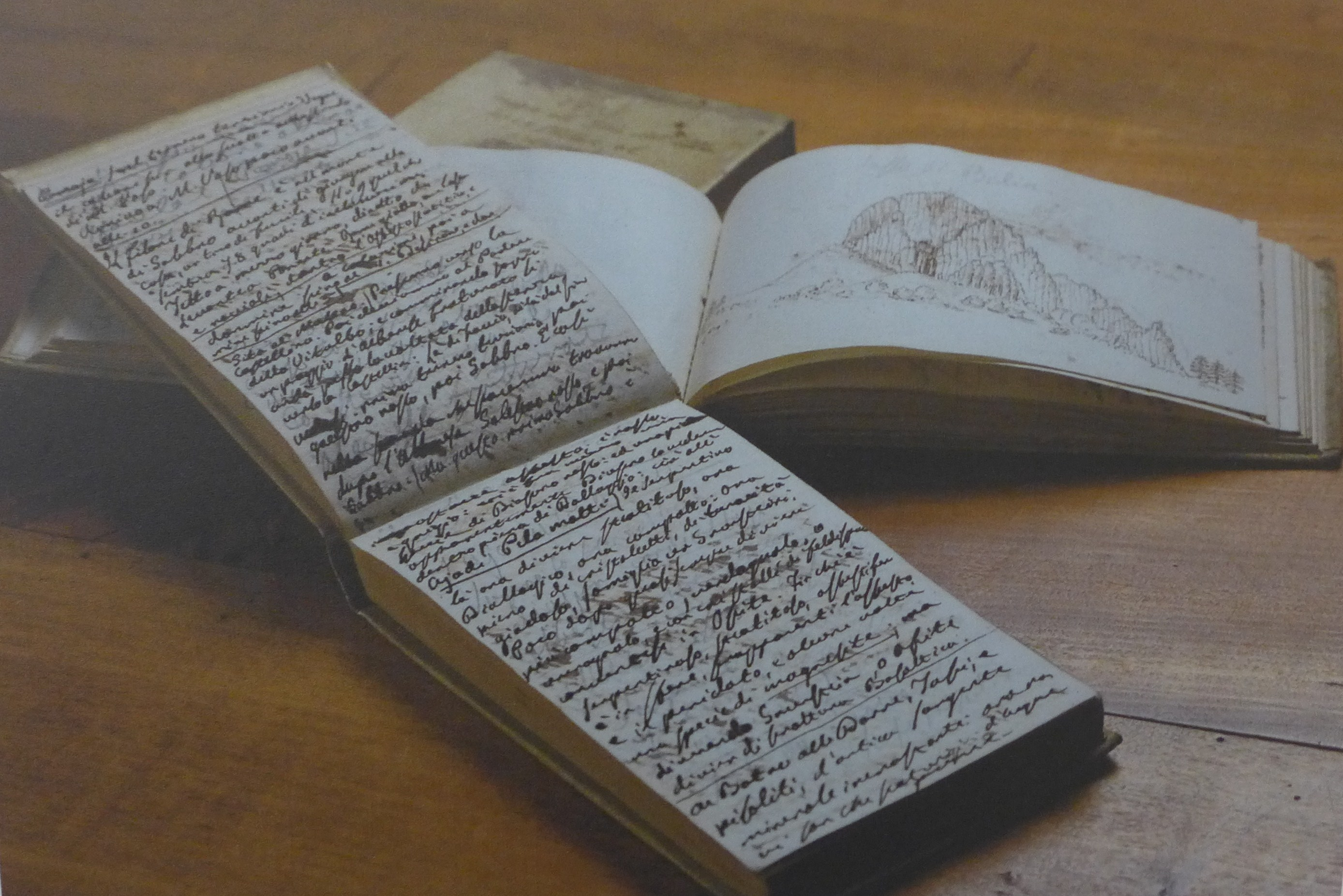
Einige von Savis Notizbüchern

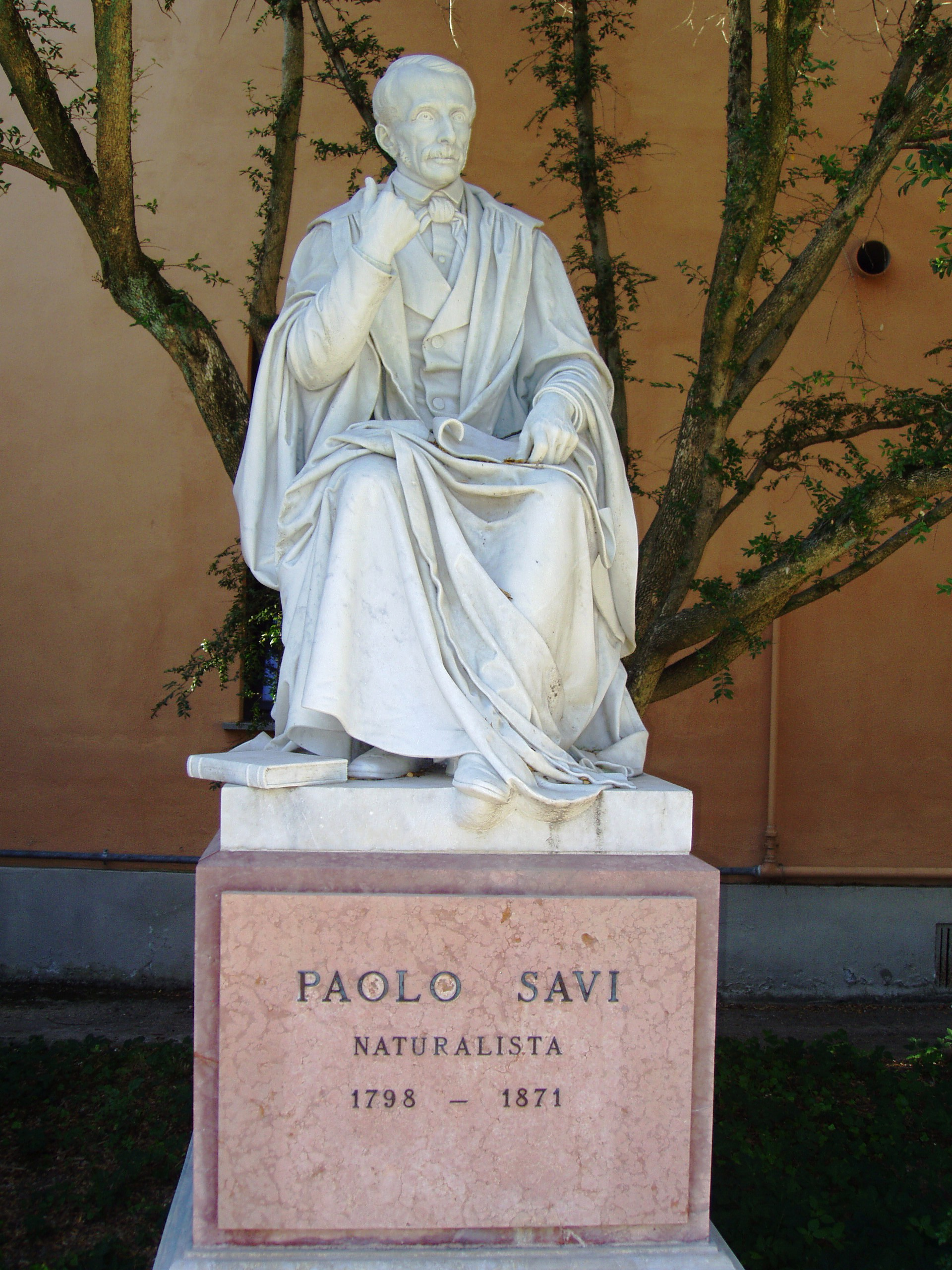
Denkmal von Vincenzo Consani im Botanischen Garten von Pisa

Paolo Savi (* 11. Juli 1798 in Pisa; † 5. April 1871 ebenda) war ein italienischer Geologe und Ornithologe. Er gilt als Vater der modernen Geologie (in der Tradition von Charles Lyell) in Italien und schrieb ein bedeutendes Werk über die Vögel der Toskana.

## Leben
Er war der Sohn des Botanik-Professors in Pisa Gaetano Savi und Bruder des Botanikers Pietro Savi und befasste sich anfangs auch mit Botanik. 1817 war er zunächst Assistent am Lehrstuhl für Botanik der Universität Pisa und 1823 erhielt er eine volle Professur für Naturgeschichte und 1840 erhielt er den Lehrstuhl für vergleichende Anatomie und Zoologie. 1826 wurde er vom Großherzogtum der Toskana mit einer ersten Untersuchung der Geologie der Toskana beauftragt und vervollkommnete 1827 seine Kenntnisse in Zoologie und Geologie beim Studium in Paris. Savi war maßgeblich am Ausbau der Sammlung des Naturhistorischen Museums in Pisa beteiligt, dessen Direktor er 1823 bis zu seinem Tod war. Er war auch Direktor des Botanischen Gartens in Pisa.
1839 bereitete er einen wissenschaftlichen Kongress in Pisa vor und 1843 bis 1844 gab er die Annali delle Università toscane heraus. 1832 wurde er mit einem Bericht der Salinen von Volterra beauftragt, deren Reorganisation er danach leitete.
Er gilt als Pionier der modernen Geologie in Italien, unter anderem mit einer geologischen Karte des Monte Pisanino (1832) in den Apuanischen Alpen. Er veröffentlichte auch über den metamorphen Ursprung des Carrara-Marmors, über Fossilien des Miozän am Montebamboli, Eisenerz auf Elba und zur Geologie und Stratigraphie der Toskana (mit Giuseppe Meneghini (1811–1889)) und der Umgebung von Pisa. 1858 wurde er Berater für geologische Fragen der Thermen von Montecatini Terme.
Er ist auch als Ornithologe bekannt, verfasste eine Monographie über die Vögel der Toskana und erstbeschrieb 1824 den Rohrschwirl.
Er war Ritter des Ordens von San Giuseppe des Großherzogtums Toskana. 1831 wurde er Mitglied der Londoner Zoologischen Gesellschaft und 1855 bis 1866 war er Präsident der Accademia di belle arti di Pisa. Die Académie royale des Sciences, des Lettres et des Beaux-Arts de Belgique nahm ihn im Dezember 1868 als assoziiertes Mitglied auf. 1862 wurde er Senator.
Nachfolger auf seinem Zoologie-Lehrstuhl wurde sein Sohn Adolfo Savi.

## Schriften
- Ornitologia Toscana, 3 Bände, Pisa 1827 bis 1831
  - Nachdruck herausgegeben von seinem Sohn Adolfo nach seinem Tod als Ornitologia Italiana, 3  Bände, Florenz, 1873 bis 1876
- Carta geologica dei Monti Pisani levata dal vero, Pisa 1832
- Tagli geologici delle Alpi Apuane e del Monte pisano e cenno sull’isola d’Elba, Nuovo Giornale de’ Letterati, XXVI, 1833
- Sulla miniera di ferro dell’Isola d’Elba, Nuovo Giornale d. Lett., XXXI, 1835
- Sopra i carboni fossili dei terreni miocenici della Maremma Toscana, Pisa 1843
- Sulla catena metallifera delle Alpi Apuane e sulla costituzione geologica dei Monti Pisani, Pisa 1846
- mit Meneghini: Considerazioni sulla geologia della Toscana, Florenz 1851
- Saggio sulla costituzione geologica della Provincia di Pisa, Pisa 1863